# 信楽高原鐵道SKR300形気動車
信楽高原鐵道SKR300形気動車（しがらきこうげんてつどうエスケーアール300かたきどうしゃ）とは、1995年（平成7年）に投入された、信楽高原鐵道の一般形気動車である。

## 概要
信楽高原鐵道では1991年の信楽高原鐵道列車衝突事故でSKR200形202と204の2台が大破し廃車となり、205を1992年に追加投入して以降、3両で運転を行ってきたが、既存車両や保守管理を含めた運用の向上と輸送力を強化するために、
SKR300形を1両導入することになった。
外販塗装は、クリームの車体に緑帯を配し、向かい合う2匹の狸のキャラクターと会社のロゴが描かれており、イメージアップを図っている。

## 構造

### 車体

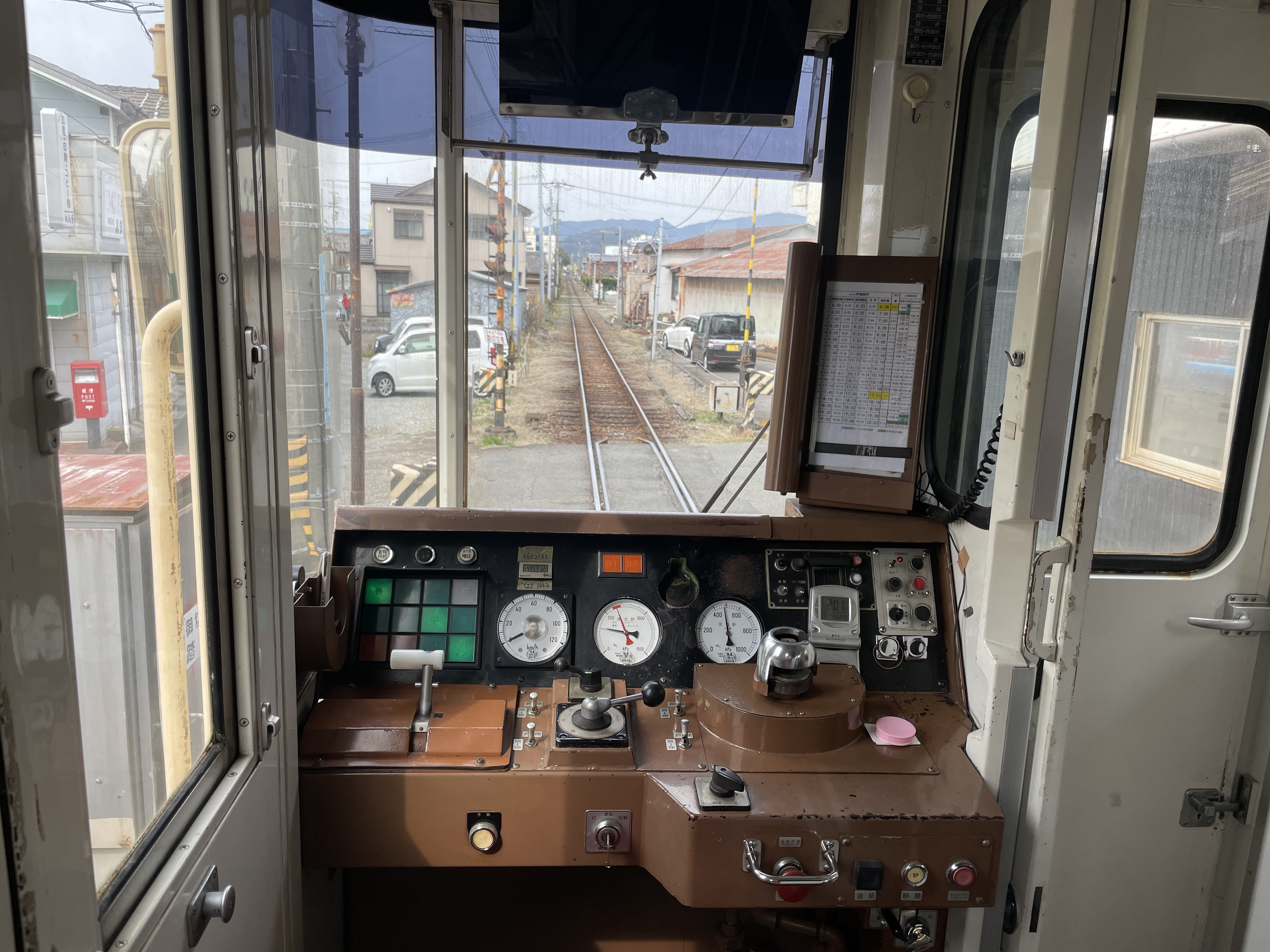
運転台（紀州鉄道譲渡後）

富士重工業製レールバスの一種、LE-Carのボギー車版LE-DCであり、普通鋼である。
車体正面の下部に踏切事故等のショックを緩衝する油圧バンパーを装備した。
内装は、車内のバリアフリー化を行い、身障者の乗降を考慮し、旅客乗降口は広幅の鋼製片引戸とし、幅は1,000mmである。側窓は、上段固定下段上昇窓の独立したタイプとしている。
床は、キーストンプレート張りで、防音塗床構造としており、天井や側内張りは塩ビ鋼板である。
4人掛けクロスシート6組を備え、シートピッチを拡大し、扉付近のみロングシートとした。ロングシートの座席は衝撃を受けた場合でも容易に外れないようにし、ロングシートの手摺に防護ゴムを取り付けた。腰掛の立席用の握り手を樹脂製とし、客席腰掛の肘掛にソフトカバーを取り付け、床面取付ボルトのサイズを大きくし、防護カバーを取り付けている。乗降口付近に車椅子スペースを設置しており、そのためSKR200形より座席定員が4名減少している。
機器箱上面には保護ゴム付きの手摺を取り付け、運転室と客室の仕切りも防護ゴム付き手摺とし、SKR200形と同様に料金箱・整理券発行機が搭載されており、乗車証明書発行器の出入台側に防護ゴム付き手摺を設置している。
以上のように、信楽高原鐵道列車衝突事故を契機に作られた安全推進会議の提言をできる限り採用し、安全性の向上を重視した。

### 走行装置
エンジンは、日産ディーゼル製PE6HT03ディーゼルエンジンを1基搭載し、定格出力184 kW (250 PS) / 2,000 rpmである。動力は変速2速、直結1速の新潟コンバーター製TACN-22-1104液体変速機を介して2軸駆動の台車に伝達される。
台車は、前位側台車が2軸駆動の動台車FU34D、後位側が付随台車FU34Tである。
制動装置はSME三管式直通ブレーキであり、抑速用として機関、排気ブレーキが併用される。留置する際は、手用ブレーキ仕様としている。
また、SKR200形との併結運転が可能である。

### 空調装置
暖房装置は、運転席に能力5.1kW（4,400 kcal/h）のエンジン排熱を利用した温風式 が2基、客室に能力5.3kW（4,600kcal/h）のエンジン排熱を利用した温風式が6基搭載されている
。冷房装置は、能力27.9 kW（24,000 kcal/h）のもの1基が搭載されている。

## 運用
1995年（平成7年）12月5日付で竣功、同月11日に同鉄道に搬入され、同月12日から14日に試運転や訓練を実施したのち、信楽線全線にて同月18日から営業運転を開始した。
その後、老朽化の進行により2015年（平成27年）に代替車としてSKR400形が導入された。当車には同年9月28日からさよならヘッドマークが装着され、10月3日をもって営業運転を終了した。
当初はスクラップとして廃車解体される予定だったが、紀州鉄道が譲受の意向を示した為（同鉄道はそれまでレールバス車両2台体制で運行していたが、車体の老朽化などで1台が使えなくなっていた）、営業運転終了翌日の10月4日付で紀州鉄道に無償譲渡、KR301となり、2016年（平成28年）1月31日に営業運転を開始した。

## 車歴表
| 車両番号 | 竣工          | 廃車          | 備考           |
| -------- | ------------- | ------------- | -------------- |
| 301      | 1995年12月5日 | 2015年10月4日 | 紀州鉄道に譲渡 |

### 雑誌記事
- 寺田裕一 『ローカル私鉄車両20年 第3セクター・貨物専業編』JTBパブリッシング、2003年、173頁。ISBN 978-4-533-04512-7

- 交友社『鉄道ファン』通巻419号（1996年3月）
  - 「信楽高原鉄道SKR300形」 pp. 65

- 電気車研究会『鉄道ピクトリアル』通巻628号「新車年鑑1996年版」（1996年10月臨時増刊号）
  - 藤井信夫、大幡哲海、岸上明彦「各社別車両情勢」 pp. 88-105
  - 編集部「信楽高原鉄道SKR300形」 pp. 127
  - 「II 民鉄車両 II - 1 車両諸元表」 pp. 181 - 183
  - 「II 民鉄車両 II - 2 車両動向」 pp. 183 - 187

- ネコ・パブリッシング『Rail Magazine』通巻387号（2015年12月）
  - 、ネコ・パブリッシング pp. 60

- 電気車研究会『鉄道ピクトリアル』通巻923号「鉄道車両年鑑2016年版」（2016年10月臨時増刊号）
  - 「民鉄車両 II - 2 会社別の動向（新造・改造・廃車）」 pp. 215 - 227

### Web資料
「滋賀・信楽高原鉄道「３００形３０１号」２０年の運行に幕　来月４日、新型車両を導入」『産経新聞』産経新聞社、2015年9月30日。2023年1月12日閲覧。
「信楽高原鐵道 SKR301が営業運転を終了」『railf.jp（鉄道ニュース）』交友社、2015年10月4日。2023年1月12日閲覧。
「紀州鉄道でKR301が営業運転を開始」『railf.jp（鉄道ニュース）』交友社、2016年2月1日。2023年1月12日閲覧。
「信楽事故の教訓生かした安全車両　紀州鉄道で運行　甲賀市から無償譲渡される」『産経新聞』産経新聞社、2016年2月13日。2023年1月12日閲覧。